# 2010년 FIFA 월드컵 논란
2010년 FIFA 월드컵은 다수의 논란을 낳았고, 일부는 대회 시작 전에 제기되었다. 이 논란은 대부분 심판 판정에 집중되어 있었다.

## 치안 문제
2010년 FIFA 월드컵을 취재하러 온 기자가 강도를 당하거나, 경기장 인근 도로에서 현금 수송 차량이 습격을 당하거나, 대회에 참가한 국가대표팀의 숙소에 도둑이 드는 등 치안 문제가 많았다.

## 부부젤라
남아프리카 공화국에서는 전통적인 악기로 부부젤라가 있다. 응원단은 이를 대거 들고 와 경기장에서 불며 응원하였는데 선수들과, 많은 외국 시청자들은 이를 시끄럽게 받아들였다. 국제 축구 연맹은 부부젤라를 금지하는 방안도 추진하였지만 결국 백지화되었다.

## 오심 문제
월드컵에서 비디오 판독을 도입해야 한다는 주장은 이전부터 제기되었지만 국제 축구 연맹은 "경기를 중단하고 비디오를 확인하는 일은 없을 것"이라며 반대 입장을 밝혀왔다. 하지만 잉글랜드와 독일전의 경기에서 골대를 맞고 골라인 안으로 들어온 것을 심판이 노골로 인정하거나, 그 외에도 오프사이드 문제와 반칙 등 오심 문제가 계속하여 불거지자 FIFA에 대한 비판이 커졌다. 결국 제프 블라터 FIFA 회장은 오심으로 피해를 입은 국가들에 직접 사과하였으며, 비디오 판독을 포함한 대책을 검토하겠다고 밝혔다.
이미 이 월드컵은 유럽 지역예선 플레이오프 프랑스 대 아일랜드 전에서 티에리 앙리의 핸들링 파울을 선언하지 않은 오심이 발생했으며 이로 인하여 아일랜드가 억울하게 탈락하기도 했다.
2010년 FIFA 월드컵은 많은 논란거리를 낳았는데, 일부는 대회 전에 제기되었다. 주로 심판 판정에 집중되어 있었다.

## 예언과 징크스
매번 월드컵에서 우승국을 지목하는 펠레는 예선전을 관람한 후 스페인과 브라질을 우승 후보로 예상했다. 하지만 본선에서 스페인이 부진한 모습을 보이자 말을 바꿔서 브라질과, 아르헨티나, 독일을 우승국으로 지목했다. 하지만 이 예언은 모두 틀려 브라질 및 아르헨티나는 8강전에서, 독일은 준결승전에서 탈락하였다. 이러한 펠레의 빗나가는 예언에 대해 '펠레의 저주가 여전하다'는 조롱이 이어졌다. 준결승전까지 경기를 지켜본 펠레는 마지막으로 '네덜란드와 스페인의 결승전에서 스페인이 우승할 것'이라고 예상했다.
독일에서는 점쟁이 문어가 화제가 되었다. '파울'이라는 이름의 이 문어는 유로 2008에서도 80%의 확률로 승자를 맞추었고, 월드컵 본선 이후에는 독일전의 경기를 100% 맞추는 예언력을 발휘했다. 사람들은 이 문어를 '점쟁이 문어', '예언가 문어', '족집게 문어' 등으로 부르기도 했다. 파울은 살해 협박도 꾸준히 시달렸다. 아르헨티나와 독일의 8강전 경기에서 파울이 독일의 승리를 점치자 아르헨티나 국민들은 파울을 삶아 먹어야 한다고 협박하기도 했다. 이후 스페인과 독일과의 준결승전 경기에서 문어가 스페인의 승리를 점쳤고, 예언대로 스페인이 승리하자 이번에는 독일 국민들이 파울을 삶아 먹거나 빠에야에 집어넣어야 한다고 협박했다. 파울이 4강전을 예언하기 전 스페인 국민들은 "문어의 예언따위는 믿지 않는다"고 하였으나, 파울이 스페인의 승리를 점치고 실제로 맞아 떨어지자 스페인 국민들은 반색하며 파울을 위한 응원가를 만들기도 했다. 독일 국민들의 살해 협박에 대해서도 스페인 총리까지 나서서 '파울의 신변을 보호해야 한다. 안전팀을 파견하는 방안을 검토중'이라고 말하기까지 했다. 파울의 이러한 예언력은 전 세계적으로 화제가 됐으며 각국의 방송사들에 의해 파울의 예언이 생방송으로 중계되기도 했다. 7월 9일 파울은 결승전에서 스페인의 승리를, 3, 4위전에서 독일의 승리를 예언했다. 이 예언은 독일, 스페인, 네덜란드 3개국 방송사가 생중계했다. 3,4위전과 결승전 경기에 대한 예측을 파울은 모두 맞추었다.
이번 대회에서 각종 징크스가 깨졌다. 대표적으로 '개최국은 16강에 진출한다'는 징크스는 남아프리카 공화국이 16강 진출에 실패하면서 깨졌다. 또한 '유럽 국가들은 유럽 대륙에서 하는 월드컵에서만 우승한다'는 징크스도 깨졌다. '전 대회 준결승전에 오른 국가들은 다음 대회에서 반드시 한 팀은 본선에 오르지 못한다'는 징크스와, 유럽과 남미가 징검다리식으로 우승한다는 징크스도 깨졌다. 스페인이 우승하면서 조별리그 1차전 패배 후 우승한 최초의 팀이 되었고 유럽 챔피언(유로 우승 팀)은 다음 월드컵에서 부진하다는 징크스도 깨졌다.